# 1414
سنة 1414 كانت سنة بسيطة تبدأ يوم الإثنين (الرابط يظهر نموذج التقويم الكامل للسنة) من التقويم اليولياني.

## مواليد
- سيكستوس الرابع
- عبد الرحمن الجامي

## وفيات
- إسكندر شاه، مؤسسة سلطنة ملقا.